# Garcinia amplexicaulis
Garcinia amplexicaulis är en tvåhjärtbladig växtart som beskrevs av Eugène Vieillard och Jean Baptiste Louis Pierre. Garcinia amplexicaulis ingår i släktet Garcinia och familjen Clusiaceae. Inga underarter finns listade i Catalogue of Life.